# 安顺三民独立中学
安順三民獨立中學（英語：San Min Independent Secondary School）是馬來西亞霹靂的一所華文獨立中學。三民學校於於1929年2月12日設立。校名三民，取義於三校即是由華僑、培華及安順女校中華合併而成三民學校，由先賢許明寶、陳新水、陳正開、鄭其錐、林采仁、葉廷佳倡議合辦。1948年增設初中部，校名改為三民中小學校，聘招關海博士任首任校長。1952年中小學校務分開。1958年中小學被諭令分治，於是有三民中學。1961年教育法令之實施，1962年中學改制，一分為二，為三民獨中及三民华中。
熱心華教董事如蘇明坤、李厚樹、鄭仕漢、楊少翰、簡銘照、紀金城、伍從旺、許鼎新、林水成及陳良水等，為發揚中華傳統優秀文化，毅然續辦三民獨立中學。

## 校訓
- 禮 ： 规规矩矩的态度
- 義 ： 正正当当的行为
- 廉 ： 清清白白的辨别
- 恥 ： 切切实实的觉悟

## 歷任校長
| 年份            | 姓名（排名不分先後） |
| --------------- | -------------------- |
| 2012.11-??      | 胡永銘               |
| 1999.04-2012.11 | 吳明檳               |
| 1997.12-1999.03 | 黎復綱               |
| 1993.02-1997.11 | 黃沛康               |
| 1992.05-1993.02 | 韓小萍               |
| 1992.04         | 代校長寧美明         |
| 1979.12-1992.04 | 張怡生               |
| 1979            | 郭清來               |
| 1976-1978       | 黃壽基               |
| 1974-1975       | 江一資獻上??         |